# Onze-Lieve-Vrouw van het Heilig Hartkerk (Drieslinter)

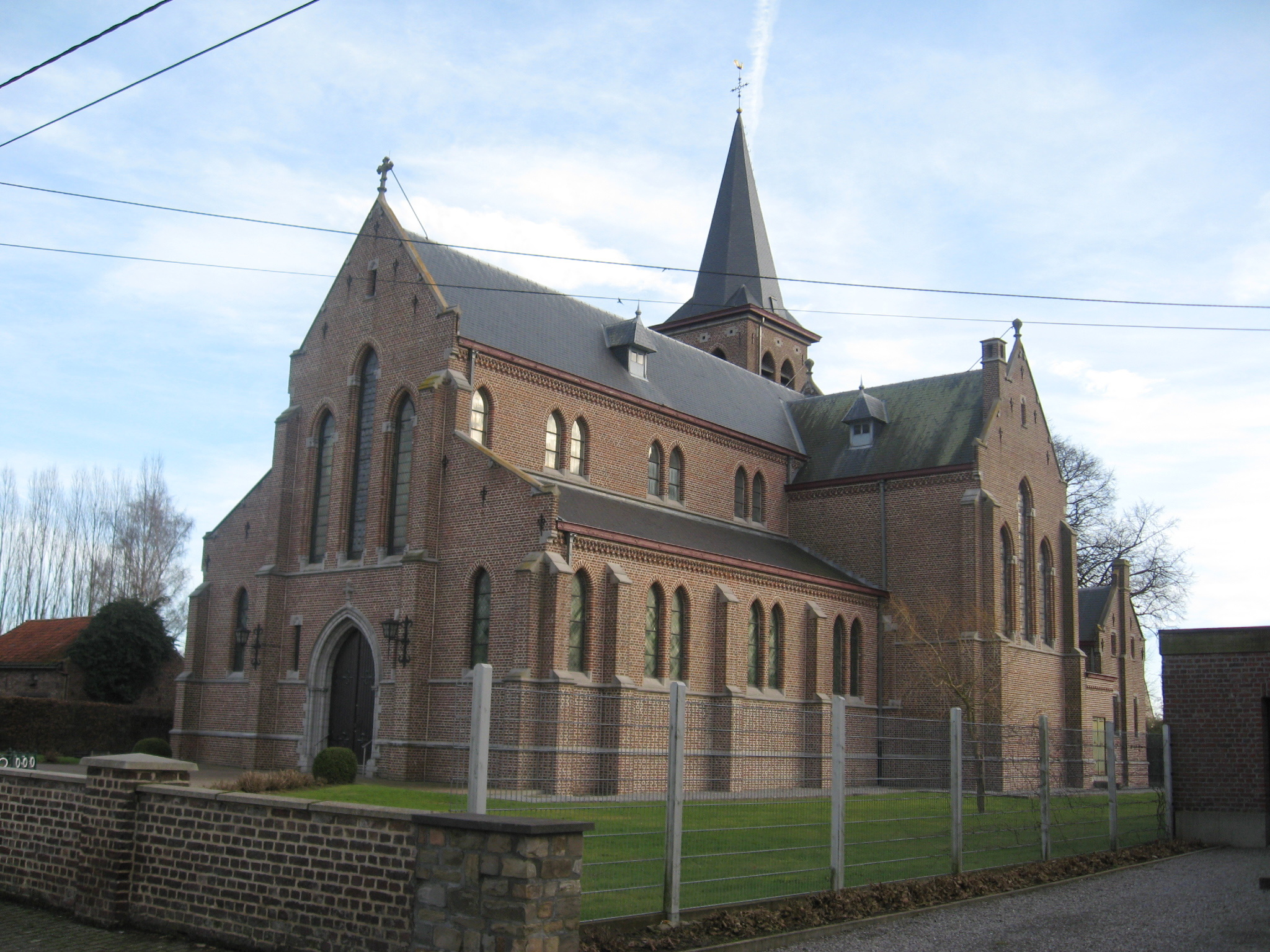
Onze-Lieve-Vrouw van het Heilig Hartkerk

De Onze-Lieve-Vrouw van het Heilig Hartkerk is de parochiekerk van de tot de Vlaams-Brabantse gemeente Linter behorende plaats Drieslinter, gelegen aan de Grote Steenweg.
Het betreft een driebeukige bakstenen basilicale kruiskerk in neogotische stijl, gebouwd in 1909. De lage vierkante toren bevindt zich tussen transeptarm en koor.
Het kerkmeubilair is overwegend 19e-eeuws. Er is een 16e-eeuws doopvont en een biechtstoel die afkomstig is uit het Dominicanenklooster te Tienen.